# Вишенки (Волынская область)
Вишенки (укр. Вишеньки) — село в Рожищенской городской общине Луцкого района Волынской области Украины.
До 2020 года входило в Рожищенский район.
Код КОАТУУ — 0724584602. Население по переписи 2001 года составляет 331 человек. Почтовый индекс — 45108. Телефонный код — 3368. Занимает площадь 0,171 км².